# Hansjörg
Hansjörg ist ein männlicher Vorname, der sich aus Hans bzw. Hannes (von Johann oder Johannes) und Jörg (von Georg) zusammensetzt.

## Namensträger
- Hansjörg Auer (1984–2019), österreichischer Kletterer und Bergsteiger
- Hansjörg Auf der Maur (1933–1999), Schweizer Theologe
- Hansjörg Betschart (* 1955), Schweizer Regisseur
- Hansjörg Bräumer (1941–2025), deutscher Theologe
- Hansjörg Elshorst (* 1938), deutscher Soziologe
- Hansjörg Felmy (1931–2007), deutscher Schauspieler
- Hansjörg Geiger (* 1942), deutscher Jurist
- Hansjörg Häfele (1932–2025), deutscher Politiker
- Hansjörg Hassler (* 1953), Schweizer Politiker
- Hansjörg Hemminger (1948–2022), deutscher Verhaltenswissenschaftler
- Hansjörg Holzamer (1939–2019), deutscher Leichtathlet
- Hansjörg Jäkle (* 1971), ehemaliger deutscher Skispringer
- Hansjörg Knauthe (* 1944), deutscher Biathlet
- Hansjörg Kunze (* 1959), deutscher Leichtathlet
- Hansjörg Lunger (* 1964), italienischer Skibergsteiger
- Hansjörg Martin (1920–1999), deutscher Schriftsteller
- Hansjörg Minder (* 1942), Schweizer Radrennfahrer
- Hansjörg Mühlbacher (* 1969), deutscher Naturbahnrodler
- Hansjörg Profanter (* 1956), deutscher Musiker
- Hansjörg Raffl (* 1958), italienischer Rennrodler
- Hansjörg Schäfer (1944–2023), deutscher Politiker
- Hansjörg Schellenberger (* 1948), deutscher Musiker
- Hansjörg Schertenleib (* 1957), Schweizer Schriftsteller
- Hansjörg Schlager (1948–2004), deutscher Skirennläufer
- Hansjörg Schmitthenner (1908–1993), deutscher Dramaturg
- Hansjörg Schneider (1925–2011), deutscher Theaterwissenschaftler und Autor
- Hansjörg Schneider (* 1938), Schweizer Schriftsteller, Dramatiker und Drehbuchautor
- Hansjörg Schneider (* 1960), deutscher bildender Künstler
- Hansjörg Schneider (* 1966), deutscher Fußballspieler
- Hansjörg Seeh (* 1937), deutscher Kommunalpolitiker (SPD)
- Hansjörg Sinn (* 1929), deutscher Chemiker
- Hansjörg Trachsel (* 1948), Schweizer Politiker
- Hansjörg Utzerath (1926–2024), deutscher Theaterregisseur und Theaterleiter
- Hansjörg Vogel (* 1951), Schweizer Theologe
- Hansjörg Wagner (1930–2013), deutscher Maler und Plastiker
- Hansjörg Walter (* 1951), Schweizer Politiker
- Hansjörg Weißbrich (* 1967), deutscher Filmeditor
- Hansjörg Zauner (1959–2017), österreichischer Schriftsteller und bildender Künstler

## Varianten
- Hans-Jörg
- Hannsjörg, Hanns-Jörg
- Hansjürg, Hans-Jürg
- Hansjürgen, Hans-Jürgen
- Hanjörg